# Château de Truscat
Le château de Truscat est situé sur la commune de Sarzeau, dans le département du Morbihan. Le château est recensé à l'inventaire général du patrimoine culturel.

## Historique
Un manoir est mentionné au XVe siècle, appartenant à la famille de Maubec. Il passe à Étienne de Francheville au tout début du XVIe siècle. Catherine de Francheville, fondatrice de la Congrégation de la Retraite, y passa son enfance. 
Le château actuel est construit en 1702 pour Gervais de Francheville, remanié vers 1830 par Gabriel de Francheville à l'emplacement d'un manoir du XVIe siècle. Après 1850, son fils Jules, poursuit les travaux d’embellissement.  
En 1815, le général Bernadotte, futur roi de Suède, y préside la fête de la Pacification. Ami de Jules de Francheville, Frédéric Ozanam y séjourne souvent.
Le château est au milieu d'un beau parc aux arbres centenaires, au bord du golfe ; il appartient aux descendants des Francheville depuis plus de cinq siècles, passant à la famille Dumoulin de Paillart puis à leurs héritiers.

## Architecture
La chapelle est construite entre 1625 et 1630.